# Billy Drago
William Eugene Burrows (Hugoton, Kansas, 30 de noviembre de 1945-Los Ángeles, California, 24 de junio de 2019), más conocido por su nombre artístico Billy Drago, fue un actor estadounidense.

## Biografía
Fue hijo de William y Glady Burrows. Tenía ascendencia apache por vía paterna y serbia por herencia materna.
En su juventud trabajó como especialista en un parque temático del oeste en Dodge City, Kansas. En la Universidad de Kansas actuó en numerosas representaciones. También fue pinchadiscos en pequeñas emisoras de Kansas y Texas. Tras esto, pasó decididamente a la actuación, uniéndose a un pequeño grupo que realizó una gira por Canadá, y posteriormente por Nueva York.
Estuvo casado con la actriz Silvana Gallardo (fallecida el 2 de enero de 2012) y eran padres de Derrick y el también actor Darren E. Burrows, conocido por interpretar el personaje de Ed Chigliak en la serie Northern Exposure.
Billy Drago falleció el 24 de junio de 2019 a causa de complicaciones tras sufrir un derrame cerebral.

## Carrera
Comenzó su carrera como actor en 1979, en películas como El camino de Cutter (Cutter's Way). Algunas de sus apariciones televisivas fueron en las series Hill Street Blues, Moonlighting, y Hunter.
Su primer papel importante en el cine fue en la película El jinete pálido, con Clint Eastwood. También participó junto con Chuck Norris en la película Invasion U.S.A.. Pero no sería hasta 1987, cuando participó en el film The Untouchables, de Brian De Palma, cuando realmente se diera a conocer de forma notable, como el sicario y siniestro asesino Frank Nitti. A partir de ahí predominaron en la carrera de Drago películas de serie B, como Cyborg 2: La sombra de cristal, junto con Angelina Jolie, Temblores 4: Comienza la leyenda, Ansias de poder o Están dentro.
Ha aparecido en varios episodios de la serie Charmed en el papel del demonio Barbas entre 1999 y 2004, y en la famosa serie The X-Files, en el año 2000.
Los roles que solía interpretar corresponden a los de villano o asesino. En sus comienzos, también interpretó papeles de nativo americano.
También participó en el videoclip de Michael Jackson "You Rock My World" en 2001.

## Filmografía
Algunas de las películas (o series) en las que aparece son:
- El camino de Cutter (1981)
- El jinete pálido (1985)
- Invasión U.S.A. (1985)
- North and South, Book II (1986) (mini)
- Vamp (1986)
- In Self Defense (1987)
- The Untouchables (1987)
- Banzai Runner (1987)
- El héroe y el terror (1988)
- Delta Force 2 (1990)
- Secret games (1992)
- Guncrazy (1992)
- Cyborg 2: La sombra de cristal (1993)
- Mirror, Mirror III: The Voyeur  (1995)
- Ansias de poder (1995) (V)
- Encantado de matarte (1996)
- Blood Money (1996)
- Monkey Business (1998)
- Un delantero muy peludo (1999)
- Lima: Breaking the Silence (1999)
- Charmed (1999-2004)
- Están dentro (2000)
- Mysterious Skin (2004)
- Temblores 4: Comienza la leyenda (2004) (V)
- Demon Hunter (2005)
- Imprint (Huella) (capítulo de Masters of Horror) (2006)
- Las colinas tienen ojos (2006)
- Revamped (2007)
- El muerto (2007)
- Time Is on My Side (capítulo de Supernatural) (2008)
- Pueblo Fantasma (2009)